# XHPCTN-FM
XHPCTN-FM es una estación de radio localizada en Compostela, Nayarit, México. Transmite en los 88.3 MHz de la banda de Frecuencia Modulada con 500 watts de potencia. Actualmente se le conoce como La Lupe.

## Historia
XHPCTN fue premiado en la subasta radial IFT-4 de 2017 e inició sus transmisiones el 7 de junio de 2018 con el formato pop Hits FM de Multimedios. Es la primera estación de radio con licencia para Compostela, aunque el principal mercado atendido es la capital del estado de Tepic.
A fines de agosto de 2018, XHPCTN cambió al formato de música variada en español de La Lupe.